# Soamatasy
Soamatasy is een plaats en gemeente in Madagaskar in het district Ihosy, gelegen in de regio Ihorombe. Een volkstelling in 2001 telde het inwonersaantal op 3387 inwoners.
De plaats biedt enkel lager onderwijs aan. 55% van de bevolking werkt als landbouwer, 43% leeft van de veeteelt en 2% heeft een baan in de dienstensector. De belangrijkste landbouwproducten zijn rijst en bonen, andere belangrijke producten zijn pinda's, maïs en cassave.